# Unabhängigkeitsdenkmal (Taschkent)

Mutter mit Kind und der Globus mit den Umrissen Usbekistans

Das Unabhängigkeitsdenkmal in der usbekischen Hauptstadt Taschkent erinnert an die 1991 erlange Unabhängigkeit Usbekistans von der Sowjetunion.

## Aufbau
Das Denkmal befindet sich auf dem zentralen Unabhängigkeitsplatz in Taschkent.
Im unteren Teil des Denkmals befindet sich eine Mutter, die das Vaterland Usbekistan symbolisiert und ein Kind, das die Zukunft verbildlicht, in den Armen hält. Der aus Bronze hergestellte Globus auf dem Sockel zeigt die Umrisse Usbekistans.

## Geschichte
Das Monument wurde bereits 1974 von Nikolai Tomsky als Lenin-Denkmal in ähnlicher Form für den damaligen Lenin-Platz entworfen. Mit Erreichen der Unabhängigkeit wurden die Pläne in veränderter Form wieder aufgenommen und 1992 das Denkmal enthüllt. Im Zuge der Umgestaltung des Unabhängigkeitsplatzes 2005 wurde die Mutter mit ihrem Kind dem Denkmal hinzugefügt. Heute ist das Denkmal auch Ort für Feierlichkeiten, vor allem am 1. September, dem usbekischen Unabhängigkeitstag.